# Stammzuchtverein
Als Stammzuchtverein wurde im 19. Jahrhundert ein Verein bezeichnet, in dem sich Züchter einer Rasse in einer Ortschaft, einer Gemeinde oder einer größeren Region zusammengeschlossen haben.
Ziel eines solchen Vereines war die Verbesserung der Tiere der Rasse durch Zucht. Dieses Ziel wurde im Wesentlichen durch Haltung von guten männlichen Tieren und Selektion der Tiere erreicht.
Die Stammzuchtvereine waren Vorläufer von Zuchtverbänden.